# Kladruby (Strakonicei járás)
Kladruby falu és önkormányzat (obec) Csehország Dél-csehországi kerületének Strakonicei járásában. Területe 4,56 km², lakosainak száma 151 (2008. 12. 31). A falu Strakonicétől mintegy 11 km-re nyugatra, České Budějovicétől 63 km-re északnyugatra, és Prágától 103 km-re délnyugatra fekszik.
A település első írásos említése 1405-ből származik.

## Népesség
A település népessége az elmúlt években az alábbi módon változott:
| Lakosok száma | 255  | 304  | 310  | 249  | 169  | 139  | 144  | 148  | 138  | 133  |
|               | 1869 | 1900 | 1921 | 1961 | 1980 | 2011 | 2016 | 2019 | 2021 | 2024 |